# Mario Vercellino

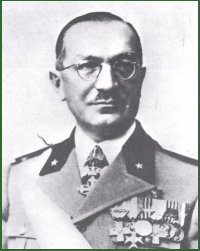
Mario Vercellino

Mario Vercellino (* 10. Februar 1879 in Asti; † 11. Juli 1961 in Sanremo) war ein italienischer General des Königlich-Italienischen Heeres zuletzt im Rang eines Armeegenerals. Er war unter anderem 1940 Oberbefehlshaber der Armata del Po, von 1940 bis 1941 Oberbefehlshaber der 9. Armee sowie zwischen 1941 und 1943 Oberbefehlshaber der 4. Armee.

## Leben

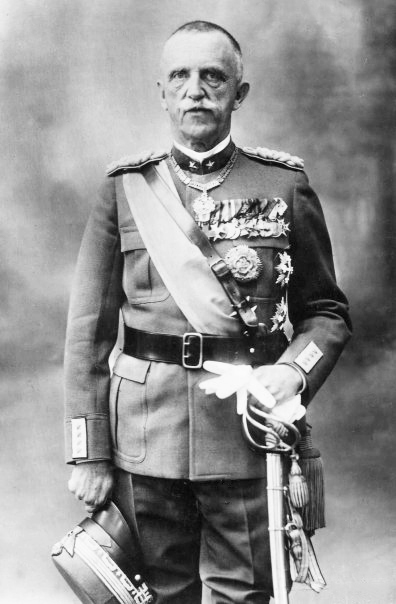
König Viktor Emanuel III., dessen Generaladjutant Vercellino 1941 war.

Mario Vercellino absolvierte nach dem Schulbesuch eine Offiziersausbildung und wurde nach deren Abschluss 1898 als Sottotenente der Artillerie übernommen. Nach verschiedenen Verwendungen als Offizier nahm er am Italienisch-Türkischen Krieg teil. Im Ersten Weltkrieg war er als Stabsoffizier Chef des Stabes in der 75. Infanteriedivision und im XXVI. Armeekorps.
In der Zwischenkriegszeit war er von 1922 bis 1926 Chefinstrukteur für Logistik an der Kriegsschule des Heeres. Anschließend wurde er 1927 erst Kommandeur des 1. Flugabwehr-Artilleriezentrums und daraufhin Kommandeur des 1. Gebirgsartillerieregiments. Während einer anschließenden Verwendung von 1929 bis 1931 im Militärischen Nachrichtendienst SIM wurde er am 21. Juli 1930 zum Brigadegeneral befördert. 1933 wurde er Kommandeur der Artillerie des Armeekorps in Alessandria sowie 1934 Kommandeur der neu aufgestellten 1. Infanteriedivision „Superga“.
Im Anschluss wurde er am 1. September 1937 Nachfolger von Generalmajor Fabio Massimo Scala als Kommandant der Kriegsschule des Heeres und verblieb auf diesem Posten bis zum 1. Oktober 1937, woraufhin Generalmajor Curio Barbasetti di Prun seine Nachfolge antrat. Während dieser Zeit wurde er am 1. Juli 1937 zum Armeekorpsgeneral befördert und war daraufhin von 1938 bis zum 9. April 1940 Kommandierender General des I. Armeekorps. Ihm wurde am 11. Januar 1940 Großkreuz des Ordens der Krone von Italien verliehen und er befand sich vom 9. April bis zum 1. Juni 1940 zur besonderen Verfügung des Kriegsministeriums. Als Nachfolger des designierten Armeegenerals Ettore Bastico übernahm er vom 1. Juni 1940 den Posten als Oberbefehlshaber der Armata del Po. Noch vor dem italienischen Kriegseintritt erhielt er vom Unterchef des Generalstabs Mario Roatta den Auftrag, einen Plan zur Invasion des Tessins in der Schweiz auszuarbeiten. Während des italienischen Überfalls auf Frankreich stand er an der Spitze der Armata del Po, die er bis zu seiner Ablösung durch Armeekorpsgeneralf Francesco Zingales am 9. November 1940 innehatte, wobei er am 30. September 1940 ebenfalls den Titel eines designierten Armeegenerals erhielt.
Im weiteren Verlauf des Zweiten Weltkrieges wurde Vercellino am 9. November 1940 Oberbefehlshaber der neu aufgestellten und im Griechisch-Italienischen Krieg eingesetzten 9. Armee in Albanien. Er hatte dieses Kommando bis zum 15. Februar 1941 inne und wurde danach von General Alessandro Pirzio Biroli abgelöst. Für seine Verdienste wurde er am 16. Januar 1941 zum Kommandeur des Ordens der Heiligen Mauritius und Lazarus ernannt. Nachdem er im Anschluss zwischen dem 16. Februar und dem 16. April 1941 Generaladjutant von König Viktor Emanuel III. war, wurde er am 18. April 1941 Nachfolger des designierten Armeegenerals Mario Caracciolo di Feroleto Oberbefehlshaber der 4. Armee in Frankreich. Er verblieb auf diesem Posten bis zum September 1943 und wurde in dieser Zeit am 29. Oktober 1942 zum Armeegeneral befördert. Als Antwort auf die alliierte Invasion in Nordafrika am 8. November 1942 wurde Vichy-Frankreich am 11. November von den Achsenmächten besetzt, Deckname Unternehmen Anton. Die von Vercellino befehligte 4. Armee wurde dabei mit der Besetzung des Département Alpes-Maritimes betraut.
Zu Vercellinos Aufgabengebiet in Frankreich gehörte auch die vom deutschen Verbündeten mehrmals bei der italienische Regierung angemahnte Lösung der „Judenfrage“. Am 3. Dezember 1942 übermittelte das italienische Armeeoberkommando auf direkte Anordnung Mussolinis, dass alle Juden in der von der 4. Armee besetzten Zone zu internieren seien. Bei der Umsetzung der Anordnung verbat man sich ausdrücklich eine Einmischung durch Dienststellen der Vichy-Regierung. Wurde die Aufnahme von Juden in die italienische Besatzungszone zunächst noch geduldet, wenn sie auch nicht ausdrücklich gefördert wurde, wurden ab März 1943 „Maßnahmen“ zur Zurückweisung von Juden ergriffen. Jegliche deutsche Einmischung in der Frage wies man ebenso energisch ab, wie auch eine Zusammenarbeit mit den deutschen Dienststellen in Bezug auf die Verhaftung, Internierung oder Deportation von Juden abgelehnt wurde.
Nach dem Sturz der faschistischen Regierung am 25. Juli 1943 verschlechterte sich das Verhältnis zwischen den Verbündeten zusehends. Bereits am 1. August verweigerte Vercellino in Übereinstimmung mit dem italienischen Oberkommando den Durchzug deutscher Truppen nach Norditalien. Erst nachdem das Oberkommando der Wehrmacht mit Nachdruck darauf pochte, gab man nach. Immer häufiger kam es zu kleineren Zwischenfällen zwischen deutschen und italienischen Truppen. In der zweiten Augusthälfte 1943 begann der teilweise Rückzug der 4. Armee aus dem besetzten Südfrankreich. Die italienische Regierung unter Badoglio führte zu diesem Zeitpunkt bereits Waffenstillstandsverhandlungen mit den Alliierten und wollte mit dem Abzug die italienischen Truppen einer möglichen Gefangennahme durch die Deutschen entziehen.
Am 2. September 1943 erhielt Vercellino als Armeekommandant das von Mario Roatta herausgegebene „Memorandum 44“, in dem er über den bevorstehenden Waffenstillstand mit den Alliierten informiert wurde und er zugleich zum bewaffneten Widerstand gegen die bis dahin verbündeten deutschen Truppen aufgerufen wurde. Wenige Stunden nach der Bekanntgabe des Waffenstillstandes von Cassibile am 8. September gab Vercellino den Befehl aus, die noch in Frankreich stehenden Truppen seiner Armee zu sammeln und sich auf italienisches Staatsgebiet zurückzuziehen. Im Chaos des Waffenstillstandes sah er jedoch schnell die Sinnlosigkeit eines Widerstandes seiner aus Frankreich abziehenden und sich in Auflösung begriffenen Armee ein und löste die 6. Armee am 12. September offiziell auf. Anschließend geriet er in deutsche Kriegsgefangenschaft und wurde als Militärinternierter zunächst nach Toulon und später nach Deutschland gebracht.
1944 wurde er vom faschistischen „Sondergericht zum Schutz des Staates“ wegen Kapitulation angeklagt, aber freigesprochen. Nach dem Krieg wurde er erneut von einem Militärgericht in Rom wegen der Niederlegung seines Kommandos und Unterstützung des Feindes angeklagt, aber ebenfalls freigesprochen. Vercellino schied 1945 im Rang eines Generale d’Armata aus dem aktiven Dienst aus.